# د. ج. كاروسو
د. ج. كاروسو (بالإنجليزية: D. J. Caruso)‏ هو مخرج ومنتج أمريكي من نوروالك، كونيتيكت. كاروسو قام بإخراج أفلام عديدة مثل.كما قام بإخراج العديد من الحلقات التليفزيونية في مسلسلات مثل الدرع (مسلسل)، Over There، سمولفيل، Dark Angel وVR.5.
تزوج كاروسو من هولى كيوسبيرت في 6 يوليو 1991 ولديهما أربعة أطفال.
ظهر كاروسو كحكم ضيف في On the Lot الذي يتبع شبكة FOX في حلقة مايو 29/28.

## أفلامه
| الفيلم            | العام |
| ----------------- | ----- |
| The Salton Sea    | 2002  |
| Taking Lives      | 2004  |
| Two for the Money | 2005  |
| Disturbia         | 2007  |
| Eagle Eye         | 2008  |
| I am number four  | 2011  |

## وصلات خارجية
- د. ج. كاروسو على موقع IMDb (الإنجليزية)
- د. ج. كاروسو على موقع روتن توميتوز (الإنجليزية)
- د. ج. كاروسو على موقع ألو سيني (الفرنسية)
- د. ج. كاروسو على موقع ميوزك برينز (الإنجليزية)
- د. ج. كاروسو على موقع أول موفي (الإنجليزية)
- د. ج. كاروسو على موقع بوكس أوفيس موجو (الإنجليزية)
- د. ج. كاروسو على موقع قاعدة بيانات الأفلام السويدية (السويدية)
- د. ج. كاروسو على موقع إن إن دي بي (الإنجليزية)
- د. ج. كاروسو على موقع قاعدة بيانات الفيلم (الإنجليزية)
- د. ج. كاروسو على موقع كينوبويسك (الروسية)
- صفحته على imdb
- صفحته على All Movie Guide